# 特拉維夫航空
特拉維夫航空（英語：Tel Aviv Air）是德國一家虛擬航空公司，總部設於德國漢堡。

## 歷史
特拉維夫航空由旅行社擁有人什洛莫·阿尔马戈（Shlomo Almagor）和已倒閉的日耳曼尼亞航空銷售經理保羅·斯科代拉罗（Paul Scodellaro）共同創辦，來營運一條來往漢堡和特拉維夫的直飛航班.。2021年4月，特拉維夫航空在漢堡成功登記註冊營商。
特拉維夫航空首飛預定是2021年9月19日，但因2019冠状病毒病疫情而推遲了兩次，最終在2022年3月6日首飛，飛機是租借自图斯航空的A320。2022年3月6日至24日期間，飛機則改由波蘭的安特航空的波音737-800。然而同年5月，只是營運數星期後，特拉維夫航空便暫停營運並申請破產。

## 目的地
截至2022年5月，特拉維夫航空目的地如下：
| 國家   | 城市     | 機場              | 備註 | 參考  |
| ------ | -------- | ----------------- | ---- | ----- |
| 德国   | 汉堡     | 汉堡机场          |      | [ 8 ] |
| 以色列 | 特拉維夫 | 本-古里安国际机场 |      | [ 9 ] |

## 機隊
截至2022年5月，特拉維夫航空機隊如下：
| 機型             | 服役中 | 訂購中 | 載客量 | 載客量 | 備註           |
| 機型             | 服役中 | 訂購中 | CY     | 總計   | 備註           |
| ---------------- | ------ | ------ | ------ | ------ | -------------- |
| 空中巴士A320-200 | 1      | —      | 180    | 180    | 由图斯航空營運 |